# Амазономахия

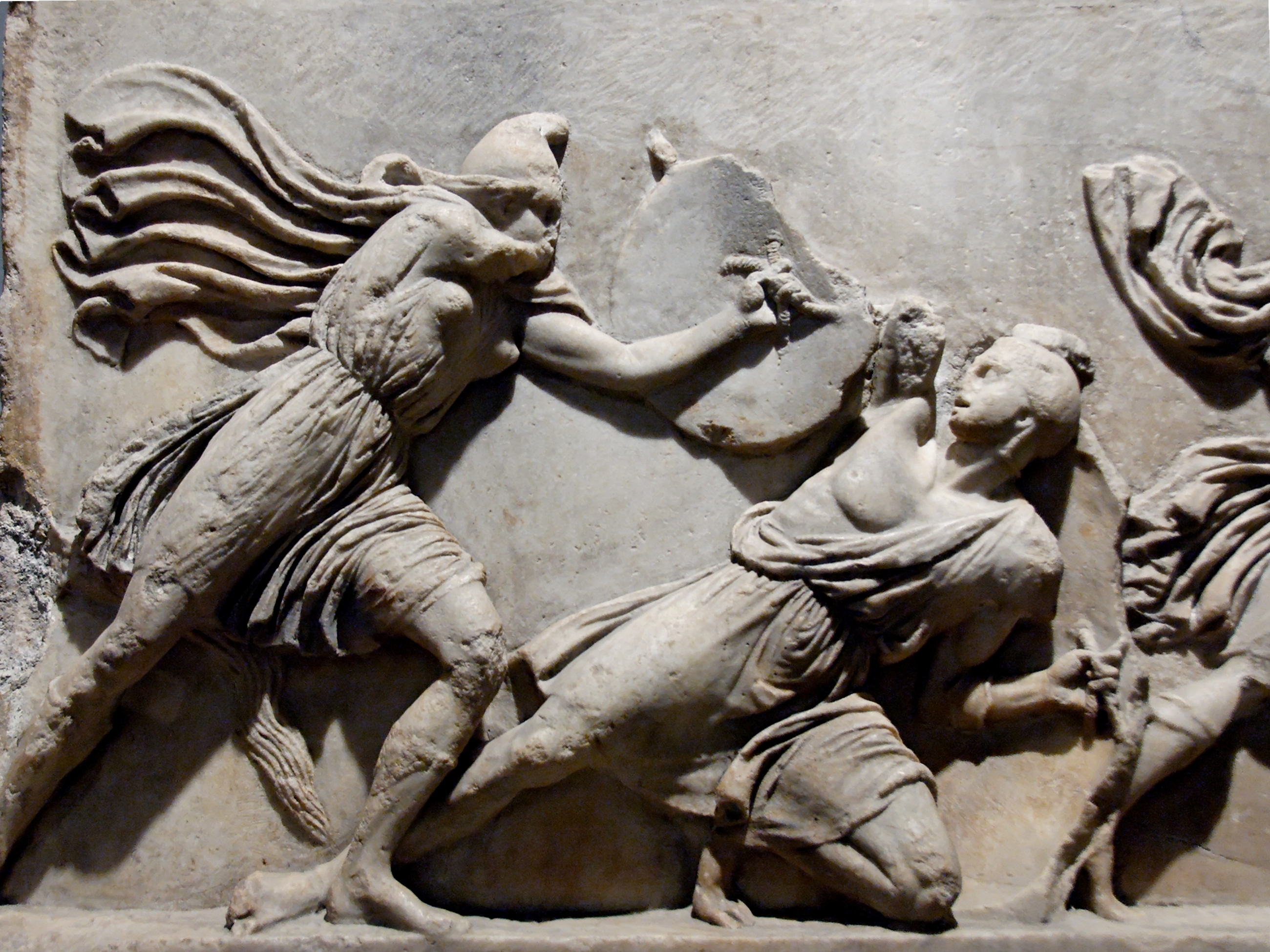
Амазономахия, фриз Галикарнасского мавзолея, Британский музей

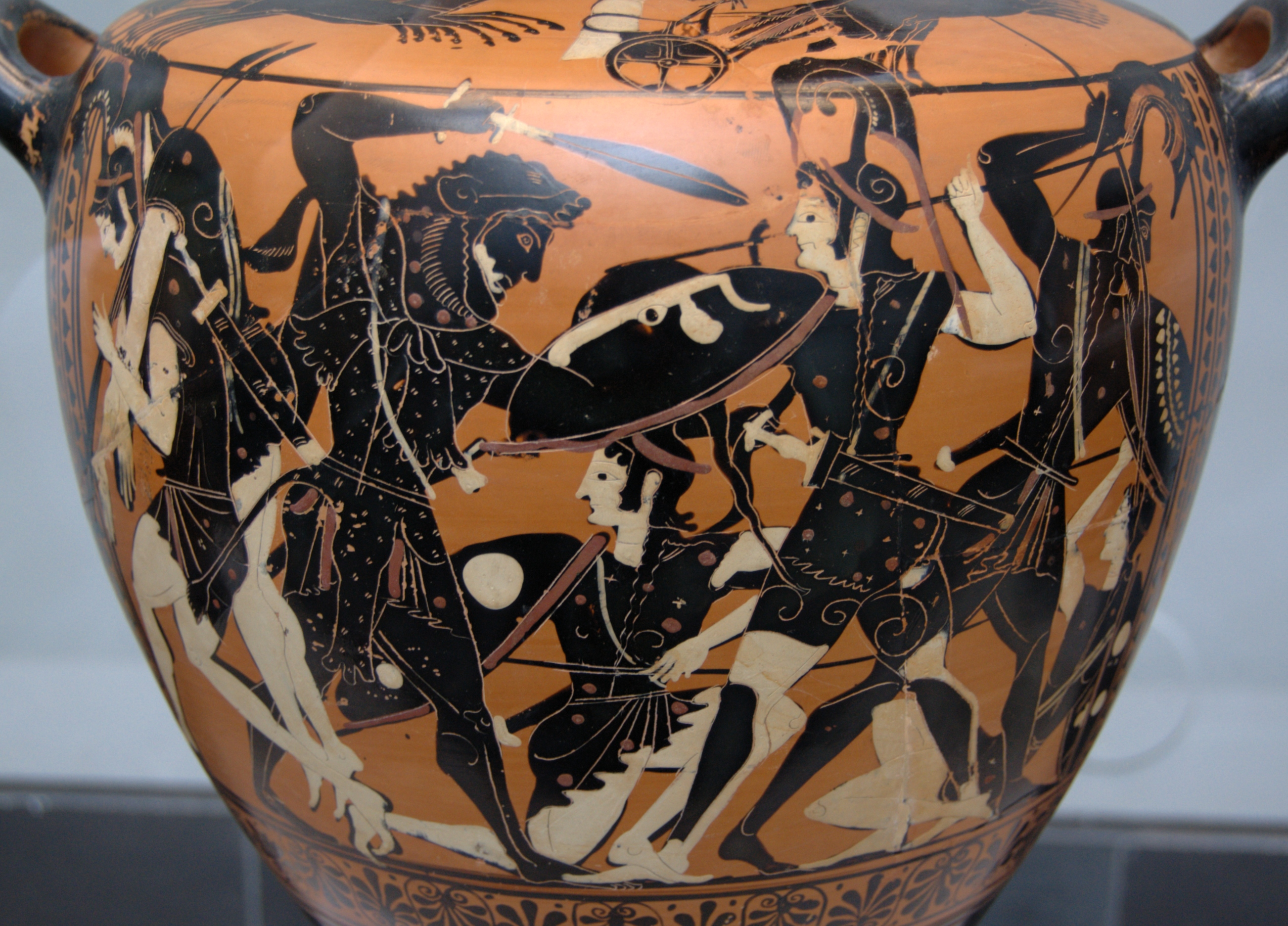
Геракл и амазонки, аттическая чернофигурная гидрия

Амазономахия (др.-греч. Ἀμαζονομαχίαι) — борьба древнегреческих героев Беллерофонта, Геракла, Тесея, Ахилла и других с амазонками — воинственным племенем женщин.
Популярный сюжет в греческом и эллинистическом искусстве, в частности, в вазописи. По мнению ученых, амазономахия могла символизировать победу греческой культуры над варварами. Мотивы амазономахии разрабатывались и в постантичном искусстве, особенно в стиле барокко.

## Самые известные примеры
- Фидий изобразил сцену амазономахии на щите Афины Парфенос — монументальной статуи, установленной в Парфеноне.
- Микон, оформляя Стоа пикиле, возведенную на Афинской агоре, также изобразил сцену амазономахии.
- Фрагмент амазономахии изобразил Скопас на скульптурном мраморном фризе Галикарнасского мавзолея. (Ныне Британский музей, Лондон)[2].
- Многофигурная мозаика из Аполлонии Иллирийской также содержит сцену амазономахии[3].